# Paolo Porpora

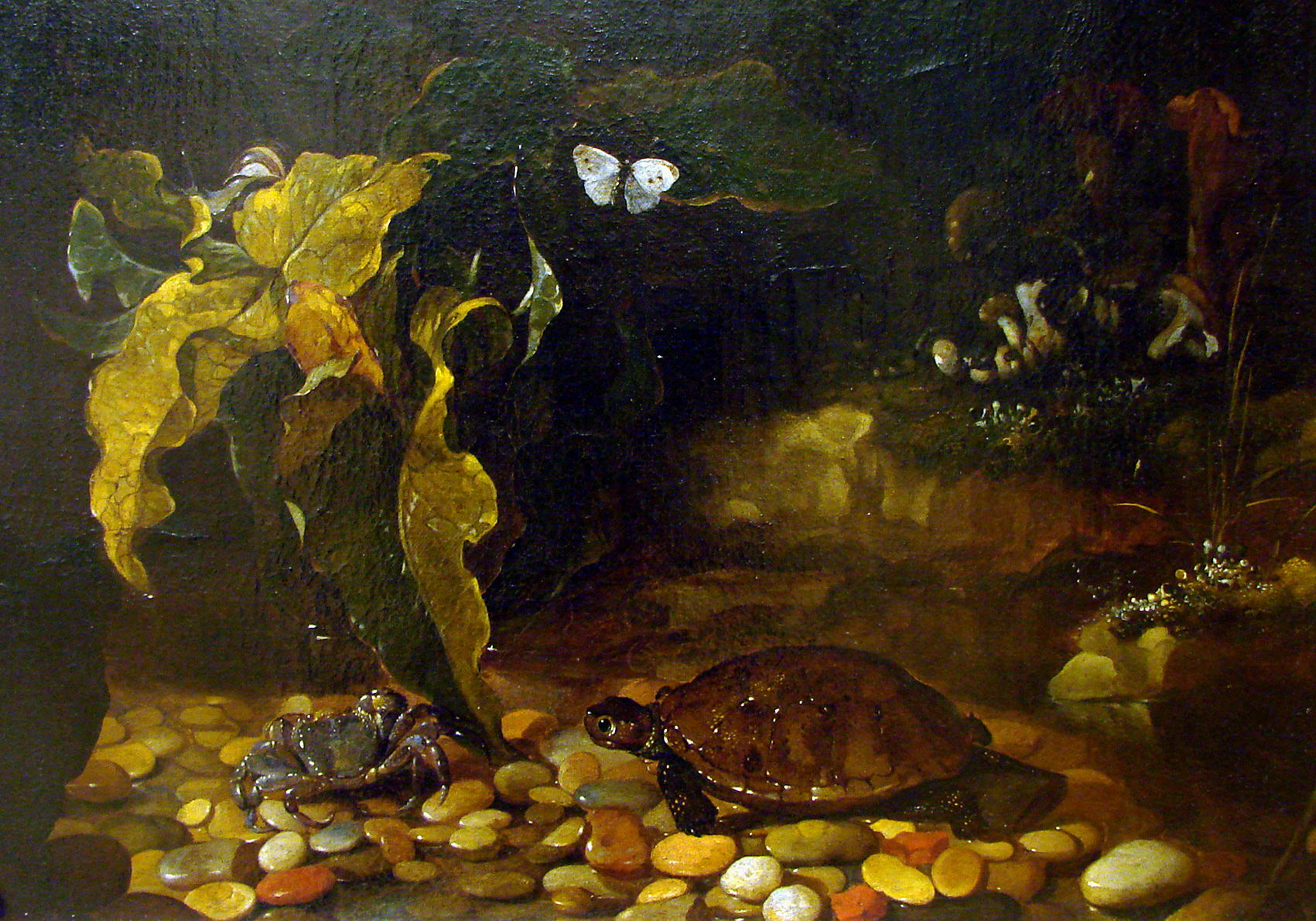
Paolo Porpora, Żółw i krab (1656)

Paolo Porpora (ur. w 1617 w Neapolu, zm. w 1673 tamże) – włoski malarz martwych natur.
Był uczniem Giacoma Recco. Początkowo malował kwiaty, później owoce, w końcu, po pobycie w Rzymie, zaczął przedstawiać zwierzęta. 
Jego uczniem był Giovanni Battista Ruoppolo.

## Wybrane dzieła
- Leśne poszycie z zaskrońcem, jaszczurką, żółwiem i motylami – Cardiff, National Museum of Wales
- Martwa natura z kwiatami – Madryt, Prado
- Martwa natura z sową i wiewiórką – Paryż, Luwr
- Żółw i krab (1656) – Nancy, Musée des Beaux-Arts
- Żółwie – Neapol, Museo di Capodimonte